# ニュースKOBE発
『ニュースKOBE発』（ニュースこうべはつ）は、2003年3月31日から2019年3月29日まで兵庫県内のNHK総合テレビジョンで放送されていた、NHK神戸放送局制作のローカルニュース番組である。

## 概要
前身の『ニュースかんさい発 神戸』は、関西のNHKの各放送局が夕方の地域情報番組を強化する事を目指し、当時の『ニュースかんさい発』の18:45以降を各府県内向け放送の枠に当てたのに伴い、2002年9月30日に兵庫県ローカルニュース枠として放送が開始された。
番組は主に兵庫県内のニュースと地域情報を伝えているが、関西各地（兵庫県以外）からのニュースやリポートも放送されている。また気象情報についても、首都圏で放送される『首都圏ネットワーク』を同時ネットというかたちを取っている。独自要素として、阪神・淡路大震災に寄せる県内の有識者や視聴者からのメッセージを特集するコーナーなどを設けている。
2003年3月31日に17時台からの『かんさいニュース1番』がスタートしたのに伴い、タイトルを表題通りの『ニュースKOBE発』に改め、放送時間を18:30開始に拡大した。同年9月29日には18:10開始とさらに拡大された。
2005年度からは毎週金曜日の18:30頃以降を「Cafeトアステーション」と題し、神戸放送局1階に設けられた「トアステーション」からの公開生放送で、行楽情報やミニコンサートなどが放送されている。なお2006年1月以降、公開放送はミニコンサートのみに縮小。2008年度から、コーナータイトルが「ジャズライブKOBE」に改められている。
当初は『ニュースかんさい発』テーマ曲のジャズバージョンが番組テーマ曲に使用されていたが、2003年3月31日からは神戸市在住のジャズピアニスト安藤義則作曲・演奏の「SeaWind」が使われている。また気象情報のBGMには、ジェイク・シマブクロの「フラガール -アコースティック・ヴァージョン-」が使用されている。
東日本大震災発生後は一時的に放送を休止していた。
2019年3月29日をもって放送を終了、翌週4月1日からは『Live Love ひょうご』として新たに放送される。

## 放送時間の変遷
いずれも平日の放送で、祝日は休止
- 2002年9月30日 - 2003年3月28日 18:45 - 18:59
- 「ニュースかんさい発 神戸」として放送。
- 2003年3月31日 - 2003年9月26日 18:30 - 18:59
- このときに「震災メッセージ」などの企画コーナーが開始。
- 2003年9月29日 - 2015年3月27日 18:10 - 18:59
- 当初は18:12 - 18:20頃に関西のニュースを大阪からネット受けしていたが、2005年3月28日からはこれが無くなり、原則全編神戸発となった。2012年4月から2015年3月までは、18:40 - 18:52に再び関西のニュースを大阪から放送した。
- 2015年3月30日 - 現在 18:30 - 18:59
  - 2019年1月17日は、同日で阪神・淡路大震災の発生から24年を迎えることに合わせた特別報道のため、前座番組『ニュースほっと関西』を臨時フルネットで放送したのに伴い『ニュースKOBE発』としては休止となった。ただ、この日の『ほっと関西』は18:40頃まで神戸局からの放送となり、該当部分は本番組レギュラーの片山・住谷がキャスターを務めた。

## 現在のコーナー
知っとぉ?兵庫（月曜）
県内の様々な話題を紹介、内容は一部「ぐるっと関西おひるまえ」と連動。2015年3月までのコーナー名は「とっておき兵庫」。
震災 いのちのきずな・防災考（火曜）
阪神淡路大震災の経験・記憶を語り継ぐ企画。
ビデオレター（水曜）
視聴者から寄せられた投稿ビデオを紹介。 
展覧会情報（木曜）
県内で行われる展覧会や、話題の美術館・博物館の情報。
兵庫ぶらり旅（金曜）
当該週非番のキャスターが兵庫県内の市町村を回り、街ブラロケをする。
週末情報（金曜）
週末お薦めの行楽情報、内容は「ぐるっと関西おひるまえ」と連動。
ジャズライブKOBE（金曜）
神戸を中心に活躍するジャズミュージシャンによるミニコンサート。放送終了後にもミニコンサートがある。
かんさいToday（不定期）
関西のニュースを伝える。
また18:52-18:54は全国の気象情報を東京から放送している。

## 過去のコーナー
震災メッセージ（火曜）
阪神・淡路大震災に寄せる、有識者や視聴者からのメッセージを紹介。
Cafeトアステーション（金曜）
神戸を中心に活躍するジャズミュージシャンによるミニコンサート。放送終了後にもミニコンサートがあった。
トップインタビュー（不定期）
県内企業・組織のトップに、経営の戦略や今後の取り組みについてインタビューをする。
官兵衛参上！（木曜/2014年）
大河ドラマ『軍師官兵衛』の放送に合わせて、姫路報道室 中村由香が黒田孝高ゆかりの物を紹介する。
KANSAI FOCUS & KANSAI SPORTS
2012年4月-2015年3月。大阪局から放送。
この他に不定期で県内のスポーツ情報が放送される。
ひょうごの旬をあじわう（月1回）

## 番組終了時点の出演者
メインキャスター
- 和田光太郎（神戸局アナウンサー・2016年度 - 2018年度）
- 片山智彦（神戸局アナウンサー・2017年度 -2018年度）
- 住谷明日香（2018年度・2017年度はリポーター）
- 草壁愛（2018年度）

リポーター
- 坪尾明音（2018年度 ・2017年度はキャスター）
- 森麻衣子（2018年度）

ニュースリポーター
- 戸田あゆみ
- 富岡美帆

不定期出演
- 南利幸（気象予報士・おしえて南さん～気象あれこれ～ 担当・月1回程度）

## 過去の出演者
- 井上二郎（アナウンサー・番組開始-2007年3月）
- 今城和久（アナウンサー・2007年4月-2011年7月）
- 田所拓也（アナウンサー・スポーツキャスター）
- 下境秀幸（アナウンサー・スポーツキャスター）
- 三浦拓実（アナウンサー・メインキャスター兼スポーツキャスター・2010年8月 - 2013年7月）
- 内藤雄介（アナウンサー・2011年8月 - 2015年3月）
- 田代純（アナウンサー・2013年8月 - 2016年4月1日）
- 北郷三穂子（アナウンサー・2015年3月30日 -  2017年3月）
- 久保静（キャスター）
- 佐藤なつみ（キャスター・2010年度 - 2011年度）
- 児玉愛（キャスター）
- 岡愛子（キャスター）
- 鈴木寛子（キャスター・2011年度 - 2012年度）
- 楠井まどか（キャスター・2011年度 - 2013年度）
- 荒山沙織（2011年度 - 2013年度リポーター・2014年度 - 2016年度キャスター）
- 垂水千佳（キャスター・2013年度 - 2017年度）
- 奥村麻衣子（リポーター）
- 光森彩湖（リポーター）
- 三宅理沙（リポーター）
- 前田春菜（リポーター）
- 高野萌（2009年度キャスター・2010年度リポーター）
- 中嶋梓（リポーター）
- 香取由有子（リポーター）
- 柴崎尚美（リポーター）
- 岩佐早希（リポーター）